# Andrew McGahan
Andrew McGahan (Dalby, Queensland, 1966. október 10. – Melbourne, 2019. február 1.) ausztrál író.

## Művei
Regények
- Praise (1992)
- 1988 (1998)
- Last Drinks (2000)
- The White Earth (2004)
- Underground (2007)
- Wonders of a Godless World (2009)

Ifjúsági
- The Coming of the Whirlpool (2011)
- The Voyage of the Unquiet Ice (2012)
- The Way of Four Isles (2014)
- The Ocean of the Dead (2016)

Színmű
- Bait (1992)

Forgatókönyv
- Praise (2000)

## Díjai
- Vogel irodalmi díj (1991, Praise művéért)
- Miles Franklin-díj (2005, The White Earth művéért)